# Öpfingen
Öpfingen è un comune tedesco di 2 272 abitanti, situato nel land del Baden-Württemberg.